# Kharfeh Kol
Kharfeh Kol (persiska: خرفه کل) är ett samhälle i Iran.   Det ligger i provinsen Gilan, i den nordvästra delen av landet, 240 km nordväst om huvudstaden Teheran. Kharfeh Kol ligger 154 meter över havet och antalet invånare är 640.
Terrängen runt Kharfeh Kol är kuperad åt sydväst, men åt nordost är den platt.Runt Kharfeh Kol är det ganska tätbefolkat, med 111 invånare per kvadratkilometer. Närmaste större samhälle är Fūman, 14,1 km norr om Kharfeh Kol. I omgivningarna runt Kharfeh Kol växer i huvudsak blandskog.